# Descripción
Describir es explicar, de manera detallada y ordenada, cómo son las personas, animales, lugares, objetos, etc. La descripción sirve sobre todo para ambientar la acción y crear una que haga más creíbles los hechos que se narran. Muchas veces, contribuyen a detener la acción y preparar el escenario de los hechos que siguen.
La descripción también se puede definir como la representación verbal de los rasgos propios de un objeto. Al describir una persona, un animal, un sentimiento, etc. Se expresan aquellas características que hacen peculiar a lo descrito, y lo diferencia de otros objetos de otra o de la misma clase.

## Proceso descriptivo
En primer lugar hay que diferenciar cuáles son los rasgos y las características importantes. Se exigen varios cumplimientos para una descripción.
- Observación: Para poder describir hay que conocer lo que se describe. El primer paso es observar y anotar lo que caracteriza al objeto. Hay que tener en cuenta los elementos que componen el objeto y las cualidades que se perciben.
- Selección: No es necesario que se describa todo lo que se observe. Es imprescindible reducir la descripción a los rasgos y las características que resultan significativas.
- Ordenación: Los rasgos y las características no deben aparecer desordenados. Es conveniente presentarlos en un orden. Esta organización, también llamada estructura de la descripción, puede ser de muchos tipos dependiendo del orden espacial, del orden sensorial, del orden lógico, etc. Los tipos del orden espacial son lo lejano y lo cercano...; los tipos del orden sensorial son la forma, el tamaño, el color, etc.; y los tipos del orden lógico son de lo general a lo particular, de lo esencia a lo secundario, etc.
- Redacción: Es necesario elegir el vocabulario adecuado. En el caso de las descripciones técnicas, los rasgos y características han de ser precisas y rigurosas. En el caso de las descripciones literarias, hay que buscar expresividad, sugerencia, etc., en otras palabras, lo que el autor quiera transmitir al oyente.

## Clasificación de la descripción

### Descripción técnica
La descripción técnica se encuentra en textos de divulgación o textos de explicación científica. La finalidad de la descripción técnica es presentar objetivamente un objeto clasificando de manera ordenada sus rasgos para que se conozca y se diferencie de otros objetos.

### Descripción publicitaria
La descripción publicitaria pretende convencer al sujeto de las bondades de un producto con la intención de que lo compre. Para ello se seleccionan los aspectos más positivos. Son descripciones subjetivas.

### Descripción de acuerdo a la finalidad
Siguiendo su finalidad, se distinguen descripciones técnicas, descripciones publicitarias y descripciones literarias.
Las descripciones técnicas y publicitarias tienen la misma finalidad, y la finalidad de la descripción literaria es sugerir en el lector una emoción ante un objeto.

### Descripción objetiva y subjetiva
Siguiendo la actitud de quien la describe, se distinguen descripciones objetivas y descripciones subjetivas.
En las descripciones objetivas no se aprecian las emociones del autor, y en las descripciones subjetivas sí se aprecian.
- Descripción denotativa u objetiva: El emisor informa sobre las características de lo descrito y le hace referencia, intentando ajustarse a la realidad y sin realizar valoraciones personales. Es propia de los textos científicos y técnicos. Tiene una finalidad informativa: pretende mostrar la realidad tal como es.

- Descripción connotativa o subjetiva: El emisor da su visión particular sobre lo que describe, escogiendo los rasgos que más le interesan y añadiendo las impresiones que esos rasgos le producen. Suele utilizar un lenguaje poético, con abundancia de figuras retóricas.

### Descripción del lenguaje
- Científico: Se informa con un lenguaje preciso y objetivo lo que se percibe.

- Literario: Informa sobre lo que se ve, pero utiliza el lenguaje para producir impresión de belleza y placer estético.

- Coloquial: Es en la que se utiliza el lenguaje común.

#### El lenguaje en la descripción
Tanto al leer, como al analizar y al redactar una descripción se debe atender a los siguientes elementos lingüísticos:
- Verbos: Abundan los verbos de estado, los verbos de percepción y los verbos de proceso, estos son ser, estar, parecer, haber, etc.
- Tiempos verbales: Los tiempos verbales empleados serán tanto verbos en presente como verbos en pretérito imperfecto.
- Sustantivos y adjetivos: Los sustantivos y los adjetivos son las palabras que aportan más información. Los sustantivos clasifican a lo descrito dentro de un conjunto de seres, y los adjetivos expresan y definen los rasgos y las características del objeto. No se debe abusar de los adjetivos, que podrían resultar pesados.

### Descripción del objeto
Siguiendo la descripción del objeto, existen descripciones de personas, cosas, lugares, estados de ánimo, etc.
- Topografía: Es una descripción realizada de un punto fijo, sin que el descriptor este en movimiento al momento de realizar la descripción. Es así también la descripción de los paisajes.

- Zoografía: Es la descripción de todo tipo de animales.
- Cronografía: Es la descripción del tiempo o época en el que se realiza un hecho.
- Hipotiposis: Descripción plástica por medio de rasgos sensoriales caracteres de naturaleza abstracta.

### Descripción de personajes
La descripción de personas se denomina caracterización. Dependiendo de los rasgos y las características, existen diferentes tipos de descripciones:
- Descripción física: El autor se centra en la apariencia externa del personaje, es decir, describe las características físicas de una persona. Este tipo de descripción también se denomina prosopografía.
- Descripción psicológica: Consiste en la descripción del interior del personaje, es decir, su personalidad, su forma de ser, etc. Describe los rasgos morales y psicológicos de una persona. En otras palabras, el autor informa sobre cómo es un personaje por dentro. Este tipo de descripción también se denomina etopeya.
- Retrato: Descripción que pretende ser completa, ya que el autor describe tanto el aspecto externo del personaje como el aspecto interno, haciendo referencias tanto a sus rasgos físicos como a sus rasgos psicológicos, es decir, combina entre la prosopografía y la etopeya, que describe completamente los rasgos físicos y morales de una persona.
- Autorretrato: Es cuando la misma persona realiza su retrato (se describe a sí misma).
- Caricatura: Es cuando se exageran o ironizan los rasgos físicos o morales de una persona.
- Paralelo: Comparación de dos personajes reales o literarios.
- Laudatoria: Expone una visión idealizada de la persona, alaba sus características.

### Descripción de lugares
La descripción de lugares se denomina también topografía, y esos lugares se denominan paisaje. A la hora de la descripción interesa tanto la descripción de los personajes como la descripción del lugar donde se encuentran. Existen diferentes tipos de espacios donde hay que tener en cuenta lo siguiente:
- Localización: El espacio puede ser interior, exterior, natural o urbano.
- Perspectiva: La persona que esté describiendo el lugar puede estar viendo a los objetos en una posición más cercana o en una situación más lejana. En el caso de que esté observando objetos lejanos se denomina visión panorámica, y si está observando objetos cercanos, se denomina descripción detallada.
- Impresión: La pretensión de la descripción no es solamente describir los objetos de un lugar, sino producir sensaciones, por lo que a parte de un lugar y unos objetos interesa también el ambiente. Un ambiente puede estar compuesto por sensaciones física como la luminosidad, la belleza, etc., o por sentimientos y emociones, como la grandiosidad y la armonía.